# Школа № 14 (Мелітополь)
Мелітопольська середня школа № 14 – загальноосвітній навчальний заклад у місті Мелітополь Запорізької області.
Школа розташована за адресою вул. Гризодубової, 49. У школі 832 учні, 31 клас та 82 співробітники. Мова навчання українська, профіль інформаційно-технологічний та правовий.
Школа досягає високих результатів на предметних олімпіадах школярів та міжнародному математичному конкурсі «Кенгуру».

## Директори
- Валентина Степанівна Повільяй (нар. 1944) - директор школи № 14 (1984-1988 роках), вчитель хімії та біології в школі № 14 (1971-1978), завідувачка Мелітопольським міським відділом освіти (1988-1999)[4]
- Тетяна Володимирівна Дранько[5]